# Каграманзаде, Абдул Гамидулла оглы
Каграманзаде (Шарифли), Абдул Гамидулла оглы  (азерб. Abdul Həmidulla oğlu Qəhramanzadə(Şərifli); 5 апреля 1946) — азербайджанский общественный и научный деятель, доцент, кандидат технических наук, бывший министр связи Азербайджана (1992).

## Биография
Абдул Гамидулла оглы Каграманзаде (Шарифли) родился 1946 году 5 апреля в городе Гёйчай Азербайджанской ССР. В 1965 году окончил среднюю русскую школу №3 Гёйчая и поступил в Азербайджанский Политехнический Институт (АзПИ), по специальности “Автоматическая электросвязь”.
В сентябре 1973г. поступил в целевую аспирантуру Ленинградского Электротехнического Института Связи (ЛЭИС). В 1980 году получил ученую степень кандидата технических наук по специальности 05.12.14. "Сети, узлы связи и распределение информации". В 1983 году представлен от СССР в ООН (Женева) экспертом Международного Союза Телекоммуникации (International Telecommunication Union - ITU). В 1992 году министр связи Азербайджанской Республики.
Женат, имеет двух детей.

## Научно-производственная деятельность
Трудовая деятельность начато в январе 1966 году в Производственной Лаборатории Министерства связи Азербайджана при Бакинском Почтамте. В октябре 1969г перевёлся в Октябрьский Телефонный Узел Минсвязи, пройдя все ступени от электромонтера до инженера АТС. С ноября 1971 года прошёл годичную службу в Армии. В ноябре 1972 года снова в системе Минсвязи Азербайджана - инженер научно-технической информации, а вскоре переведен на должность старшего инженера Технического отдела аппарата Минсвязи. В августе 1973г. стал начальником Отдела городских телефонных сетей и заместителем начальника Управления Городской и сельской Телефонной связи (УГСТС) аппарата Минсвязи Азербайджана.
В 1973-1977 годы учился в целевой аспирантуре Ленинградского электротехнического института связи (ЛЭИС). В июле 1977 г. начальник отдела “Автоматической электросвязи” Бакинского Электротехникума связи Минсвязи СССР. В ноябре 1978 г. ассистент кафедры "Электрическая связь" Азербайджанского Политехнического Института (АзПИ), а с 1983г. доцент и проработал до 2002 года. С сентября 1981 г. по июнь 1982г. прошёл годичную научную стажировку по вопросу проектирования современных сетей связи в Астонском Университете Бирмингема (Англия), у профессора John Edward Flood. С июля 1983 года, эксперт Организации Объединённых Наций по линии  Международного Союза Телекоммуникации (International Telecommunication Union - ITU) в Женеве (Швейцария).
Первое полевое испытание в качестве эксперта ООН, прошёл в 1985/86 годы в Афганистане (Project AFG-83/001). В 1986-1991 годы работал над специализированным курсом - “Цифровые системы коммутации и сети электросвязи”, выпуская ряд методических работ и учебных пособий по цифровой АТС в Баку и в Москве. В 1992 г. Указом Президента Азербайджана от 15 июня, назначен Министром связи Азербайджанской Республики (АР). Вскоре из Женевы (Швейцария), ему поступило приглашение ITU ООН, для участия в Проекте развития телекоммуникации Ливии (Project LIB-88/007) с августа 1992г. по март 1993 г. По завершении данного проекта, получил новое приглашение для участия экспертом ITU в Пакистане (Project PAK-88/002) с апреля по сентябрь 1993г. В 1994-1995гг. работал над первым учебником по своей специальности на азербайджанском языке, издательство “Маариф”, “Rəqəmli kommutasiya sistemləri (Цифровые системы коммутации)”.
С марта по декабрь 1998 г. приказом Ректора Технического Университета Азербайджана, стал научным руководителем проекта (Project-TNAZ-9601) по созданию Азербайджанского Телекоммуникационного Учебного Центра (АзТУЦ) по программе TACIS Европейского Сообщества и первый директор АзТУЦ до 20 сентября 2000г. В 2002г. национальный эксперт международного проекта NICTS - “Стратегия развития информационно-коммуникационных технологий Азербайджана” (Project-AZE/01/003). C сентября 2002 года по июнь 2007 года был ведущим научным сотрудником Института Кибернетики Национальной Академии Наук Азербайджана.
С 2003г. инициатор и менеджер первого в Азербайджане Проекта Дистанционного Образования по Программе партнёрства ГосДепа США (Проект - IU/AzRENA) между Университетом Индианы (США) и Ассоциацией научно-исследовательских и образовательных сетей (AzRENA) Азербайджана. С июня 2007 г. по июль 2009г. начальник отдела «Информационных технологий и научных исследований» Государственного Историко-Мемориального Заповедника «İçərişəhər» при Кабинете Министров АР.
С июля 2009 г. вышел на трудовую пенсию.

## Научная и академическая деятельность
Абдул Каграманзаде автор более 250 публикаций, из них: 150-ти научных трудов (в том числе 10-ти монографий) и более 100-статей в средствах массовой информации (СМИ) в качестве независимого эксперта телекоммуникации Азербайджана.